# Gowdagere, Channarayapatna
Gowdagere là một làng thuộc tehsil Channarayapatna, huyện Hassan, bang Karnataka, Ấn Độ.